# Leichtathletik-Länderkampf der Frauen 1963 Großbritannien – BR Deutschland
| 9. Leichtathletik-Länderkampf mit bundesdeutscher Beteiligung 1963 | 9. Leichtathletik-Länderkampf mit bundesdeutscher Beteiligung 1963 |
| ------------------------------------------------------------------ | ------------------------------------------------------------------ |
|                                                                    |                                                                    |
| Ländervergleich der Frauen: Großbritannien – BR Deutschland        |                                                                    |
| Austragungsort                                                     | London                                                             |
| Wettbewerbe                                                        | 13                                                                 |
| Datum                                                              | 23. August 1963                                                    |
| 1. GBR 2. FRG                                                      | 75,5 Punkte 63,5 Punkte                                            |
| Chronik                                                            |                                                                    |
| ← GBR-FRG (M)                                                      | NOR-FRG (M) →                                                      |

Im neunten Vergleich des Länderkampfjahres 1963 kamen wieder die Frauen zum Zug und trugen am 23./24. August in London gemeinsam mit den Männern ihre eigene Begegnung mit Großbritannien aus. Die Bilanz in den bisherigen vier Aufeinandertreffen der beiden Länder war mit zwei zu zwei ausgeglichen, den letzten Länderkampf in Oberhausen 1961 hatte die Bundesrepublik Deutschland für sich entschieden.

## Wettbewerbe und Modus
Neben den bei Frauenländerkämpfen üblichen elf Wettbewerben wurden ein Fünfkampf sowie ein Rennen über 100 Meter Hürden ausgetragen. Diese Disziplin löste den 80-Meter-Hürdenlauf, der hier ebenfalls auf dem Programm stand, ab 1969 im nationalen und internationalen Frauenangebot ab. Damit waren sämtliche damals olympischen Frauenwettbewerbe erfasst einschließlich des 400-Meter-Laufs, der erst bei den Spielen 1964 ins olympische Frauenprogramm aufgenommen wurde. Die Wertung erfolgte in allen Disziplinen nach dem Standardsystem.

## Ergebnis
Im Hinblick auf den Ausgang des Länderkampfs ging es eng zu in diesem Aufeinandertreffen, doch es wurde nicht so knapp wie in der parallel stattfinden Begegnung der Männer. Im Laufbereich lagen die britischen Sportlerinnen mit vier Siegen bei gleichzeitig vier Doppelerfolgen vorn. Die bundesdeutschen Athletinnen kamen hier auf zwei Siege bei einem Doppelerfolg. Die Staffel und der Fünfkampf gingen an die Britinnen, die auch beide Sprungdisziplinen für sich verbuchten. In den Wurf- und Stoßwettbewerben entschieden die bundesdeutschen Leichtathletinnen alle drei Wettbewerbe für sich. Bedingt durch weitere gute Platzierungen kam Großbritannien am Ende mit 75,5 zu 63,5 Punkten zum fünften Sieg über Deutschland, wodurch die deutsche Bilanz gegen diese Gegnerinnen erneut negativ wurde.

## Legende
Kurze Übersicht zur Bedeutung der Symbolik – so üblicherweise auch in sonstigen Veröffentlichungen verwendet:
| k. A. | keine Angabe |

## Resultate

### 100 m
| Platz | Athlet           | Land | Zeit (s) |
| ----- | ---------------- | ---- | -------- |
| 1     | Dorothy Hyman    | GBR  | 11,5     |
| 2     | Daphne Arden     | GBR  | 11,8     |
| 3     | Gudrun Lenze     | FRG  | 11,9     |
| 4     | Renate Bronnsack | FRG  | 12,1     |

Datum: 24. August

### 200 m
| Platz | Athlet         | Land | Zeit (s) |
| ----- | -------------- | ---- | -------- |
| 1     | Dorothy Hyman  | GBR  | 23,8     |
| 2     | Daphne Arden   | GBR  | 24,7     |
| 3     | Johanna Gaiser | FRG  | 24,9     |
| 4     | Helga Henning  | FRG  | 25,1     |

Datum: 23. August

### 400 m
| Platz | Athlet            | Land | Zeit (s) |
| ----- | ----------------- | ---- | -------- |
| 1     | Joy Grieveson     | GBR  | 54,2     |
| 2     | Ann Packer        | GBR  | 54,4     |
| 3     | Margarete Buscher | FRG  | 57,6     |
| 4     | Erna Maisack      | FRG  | 58,9     |

Datum: 24. August

### 800 m
| Platz | Athlet           | Land | Zeit (min) |
| ----- | ---------------- | ---- | ---------- |
| 1     | Anita Wörner     | FRG  | 2:08,6     |
| 2     | Antje Gleichfeld | FRG  | 2:08,6     |
| 3     | Anne Smith       | GBR  | 2:10,2     |
| 4     | Joy Calling      | GBR  | 2:11,3     |

Datum: 23. August

### 80 m Hürden
| Platz | Athlet            | Land | Zeit (s) |
| ----- | ----------------- | ---- | -------- |
| 1     | Inge Schell       | FRG  | 11,0     |
| 2     | Patricia Nutting  | GBR  | 11,0     |
| 3     | Erika Fisch       | FRG  | 11,0     |
| 4     | Anne Charlesworth | GBR  | 11,3     |

Datum: 24. August

### 100 m Hürden
| Platz | Athlet           | Land | Zeit (s) |
| ----- | ---------------- | ---- | -------- |
| 1     | Mary Rand        | GBR  | 13,3     |
| 2     | Patricia Nutting | GBR  | 13,5     |
| 3     | Ursula Opitz     | FRG  | 14,0     |
| 4     | Jutta Stöck      | FRG  | 14,1     |

Datum: 23. August

### 4 × 100 m Staffel
| Platz | Besetzung      | Land                                                  | Zeit (s) |
| ----- | -------------- | ----------------------------------------------------- | -------- |
| 1     | Großbritannien | Madeleine Cobb Mary Rand Daphne Arden Dorothy Hyman   | 45,1     |
| 2     | BR Deutschland | Erika Fisch Jutta Stöck Renate Bronnsack Gudrun Lenze | 46,2     |

Datum: 23. August

### Hochsprung
| Platz | Athlet                | Land | Höhe (m) |
| ----- | --------------------- | ---- | -------- |
| 1     | Linda Knowles         | GBR  | 1,64     |
| 2     | Marlene Schmitz-Portz | FRG  | 1,64     |
| 2     | Frances Slaap         | GBR  | 1,64     |
| 4     | Rita Kortum           | FRG  | 1,61     |

Datum: 23. August

### Weitsprung
| Platz | Athlet             | Land | Weite (m) |
| ----- | ------------------ | ---- | --------- |
| 1     | Mary Rand          | GBR  | 6,36      |
| 2     | Helga Hoffmann     | FRG  | 6,21      |
| 3     | Sheila Parkin      | GBR  | 6,15      |
| 4     | Liesel Luxenburger | FRG  | 6,02      |

Datum: 23. August

### Kugelstoßen
| Platz | Athlet         | Land | Weite (m) |
| ----- | -------------- | ---- | --------- |
| 1     | Sigrun Kofink  | FRG  | 15,31     |
| 2     | Suzanne Allday | GBR  | 14,43     |
| 3     | Marlene Klein  | FRG  | 14,39     |
| 4     | Mary Peters    | GBR  | 13,38     |

Datum: 23. August

### Diskuswurf
| Platz | Athlet             | Land | Weite (m) |
| ----- | ------------------ | ---- | --------- |
| 1     | Kriemhild Hausmann | FRG  | 53,93     |
| 2     | Liesel Westermann  | FRG  | 51,70     |
| 3     | Suzanne Allday     | GBR  | 46,86     |
| 4     | Brenda Bedford     | GBR  | 41,45     |

Datum: 24. August

### Speerwurf
| Platz | Athlet             | Land | Weite (m) |
| ----- | ------------------ | ---- | --------- |
| 1     | Anneliese Gerhards | FRG  | 55,21     |
| 2     | Suzanne Platt      | GBR  | 51,64     |
| 3     | Almut Brömmel      | FRG  | 49,10     |
| 4     | Rosemary Morgan    | GBR  | 42,22     |

Datum: 23. August

### Fünfkampf
| Platz | Name             | Nation | Punkte | 80 m Hürden | Kugel- stoßen | Hoch- sprung | Weit- sprung | 200 m  |
| ----- | ---------------- | ------ | ------ | ----------- | ------------- | ------------ | ------------ | ------ |
| 1     | Mary Rand        | GBR    | 4726   | 11,1 s      | 10,12 m       | 1,63 m       | 6,28 m       | 24,8 s |
| 2     | Maria Haas       | FRG    | 4282   | 11,7 s      | 12,18 m       | 1,54 m       | 5,42 m       | 27,2 s |
| 3     | Hannelore Keydel | FRG    | 4261   | 11,9 s      | 13,46 m       | 1,51 m       | 5,18 m       | 27,0 s |
| 4     | Mary Peters      | GBR    | 3611   | 11,5 s      | 12,81 m       | k. A.        | 5,70 m       | 26,3 s |

23.8.: 80 m Hürden, Kugelstoßen, Hochsprung
24.8.: Weitsprung, 200 m
Gewertet wurde nach der Punktetabelle von 1961.